# Terremoto de Jamaica de 1692
El terremoto de Jamaica de 1692 azotó Port Royal, Jamaica, el 7 de junio de 1692. Un reloj de bolsillo detenido que se encontró en el puerto durante una excavación de 1959 indicó que ocurrió entre las 11:40 y las 11:45 hora local.
Conocido como el "almacén y tesoro de las Indias Occidentales" y como "uno de los lugares más malvados de la Tierra", Port Royal era, en ese momento, la capital no oficial de Jamaica y uno de los puertos más activos y ricos de las Américas, como así como un puerto de origen común para muchos de los corsarios y piratas que operaban en el Mar Caribe.
El terremoto de 1692 hizo que la mayor parte de la ciudad se hundiera bajo el nivel del mar. Unas 2.000 personas murieron como consecuencia del terremoto y el posterior tsunami, y otras 3.000 personas fallecieron en los días siguientes a causa de lesiones y enfermedades.